# Przegląd Wschodni (1932–1935)
Przegląd Wschodni. Miesięcznik poświęcony badaniu rzeczywistości sowieckiej i stosunków wzajemnych Polski i ZSRR – dwumiesięcznik ukazujący się od października 1932 do 1935 roku. Łącznie ukazało się 15 numerów. 
Redaktorem był Włodzimierz Wakar (1885–1933). Pismo miało na celu popularyzację wiedzy o ZSRR, w okresie po polsko-radzieckim pakcie o nieagresji. Dużą wagę w artykułach przywiązywano do aspektów polityki gospodarczej ZSRR.